# Салиши

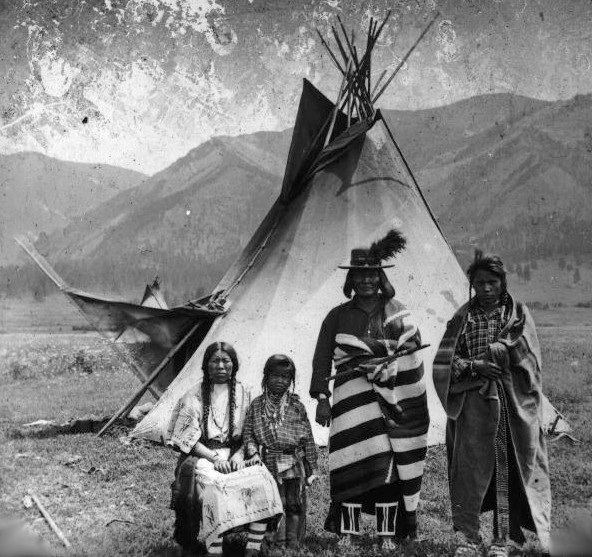

Салиши (селиши, сэлиши) — группа индейских народов на северо-западе США и юго-западе Канады. Языки составляют салишскую семью. Численность — 52 тыс. чел. Верующие — протестанты и католики. В узком смысле — собственно салиши, флатхеды или плоскоголовые — один из народов вышеназванной группы.

## Ареал расселения
Салишские народы делятся на две группы: внутренние и прибрежные. Первые населяют нагорья и долины от Каскадных гор и Береговых хребтов до Скалистых гор, бассейнов рек Колумбия, Фрезер. Вторые населяют Британскую Колумбию в Канаде, штаты Вашингтон и Орегон в США.

## Народы и языки
Салиши говорят на салишских языках.
Внутренние салиши делятся на группы по лингвистическому признаку: северную (племена шусвапы, томпсон, лиллуэты) в Канаде, юго-восточную (пан-д’орей, флатхеды, спокан, кёр-д’ален, колвил, оканаган) в США. Наименования языков аналогичны.
Прибрежные салиши состоят из 6 групп: беллакула, северная, центральная, южная, юго-западная, тилламук.
- Северная группа включает народы комалко (245 чел.), клахус (127 чел.), слайамен (560 чел.), комокс, пентлач (55 чел.), сишелт (708 чел.).
- Центральная (16 тыс. чел.): сквамиш, халкэмейлем (20 племён, язык — халкэмейлем), нуксэк, 6 племён, говорящих на языке нортерн-стрэйтс, клаллам.
- Южная включает 40 племён, говорящих на языке лушуцид (16 тыс. чел.), и 9 племён, говорящих на языке твана (18 тыс. чел.). Сюда входят племена скокомиш, квилсим, дэлэйлип, суиномиш, снохомиш, пьюэллэп, нисквалли и др.
- Юго-западная группа включает языки куинолт, чехейлис, каулиц.
- Тилламук — включает один язык.

## Хозяйство и быт

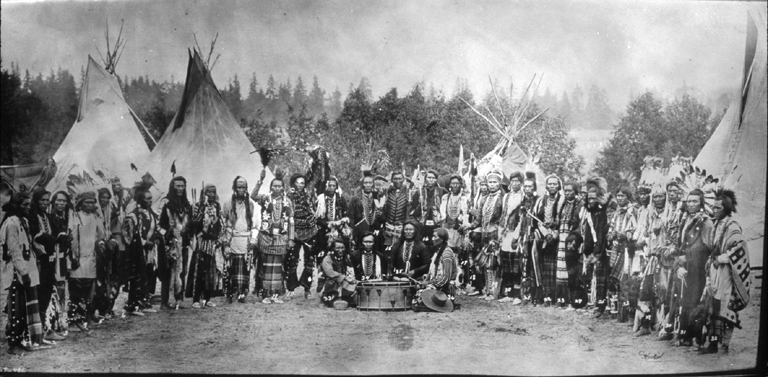

Внутренние салиши относятся к культурно-хозяйственному типу индейцев плато. Их занятия — собирательство, рыболовство и охота. Над речными протоками они строили платформы, с которых били лосося острогами или ловили сетями. Жилище — полуземлянка с креплением из брёвен и входом через дымовое отверстие, или двускатный заземлённый шалаш, крытый корой или тростником. Использовали лодки-долблёнки, каноэ из еловой коры.
Прибрежные салиши по типу относятся к прибрежным индейцам. Их занятия — рыболовство, охота, собирательство, морской зверобойный промысел. Иногда — китобойный промысел. Северные салиши охотились на тюленя, лосося, дельфина, оленя, собирали моллюсков, пекли пирожки из сушёных ягод. Развита резьба по дереву, плетение, ткачество. Дома — деревянные, летние шалаши, крытые циновками. Одежда, например у южных прибрежных салишей, — накидки и юбки из полос кедровой коры, свитера. Шили также одеяла из шкур собак и коз. Одежда отличалась в зависимости от культурного типа и климата. В ткачестве использовали веретено. Распространённое орудие охоты — лук из тиса со стрелами. Практиковалась раскраска тела.
Отдельные племена переняли у индейцев прерий коневодство, охоту на бизонов, жилище — типи. Пьюэллэп
и нисквалли переняли коневодство у сахаптинов в XVIII веке.
Беллакула — самая северная и изолированная группа, по культуре близка субарктическим индейцам. У них преобладает охота на крупную дичь, один из важнейших объектов охоты — снежная коза. Пища в основном — мясо, рыба и продукты сухопутного промысла (ягоды, орехи, корни, побеги, луковицы).

## Традиционные культы
Как и у других индейцев Америки, у салишей были развиты тотемизм, шаманизм, анимизм, магия. Один из мифов рассказывает о верховном божестве Алкхентаме, создавшем четырёх плотников, которые уже все остальное: рельеф и все живое (в том числе и людей). Другие популярные мифические герои — Норка и Ворон. У тилламук существовала вера в Детскую землю, жизнь в которой предшествовала рождению.

## Сведения из истории

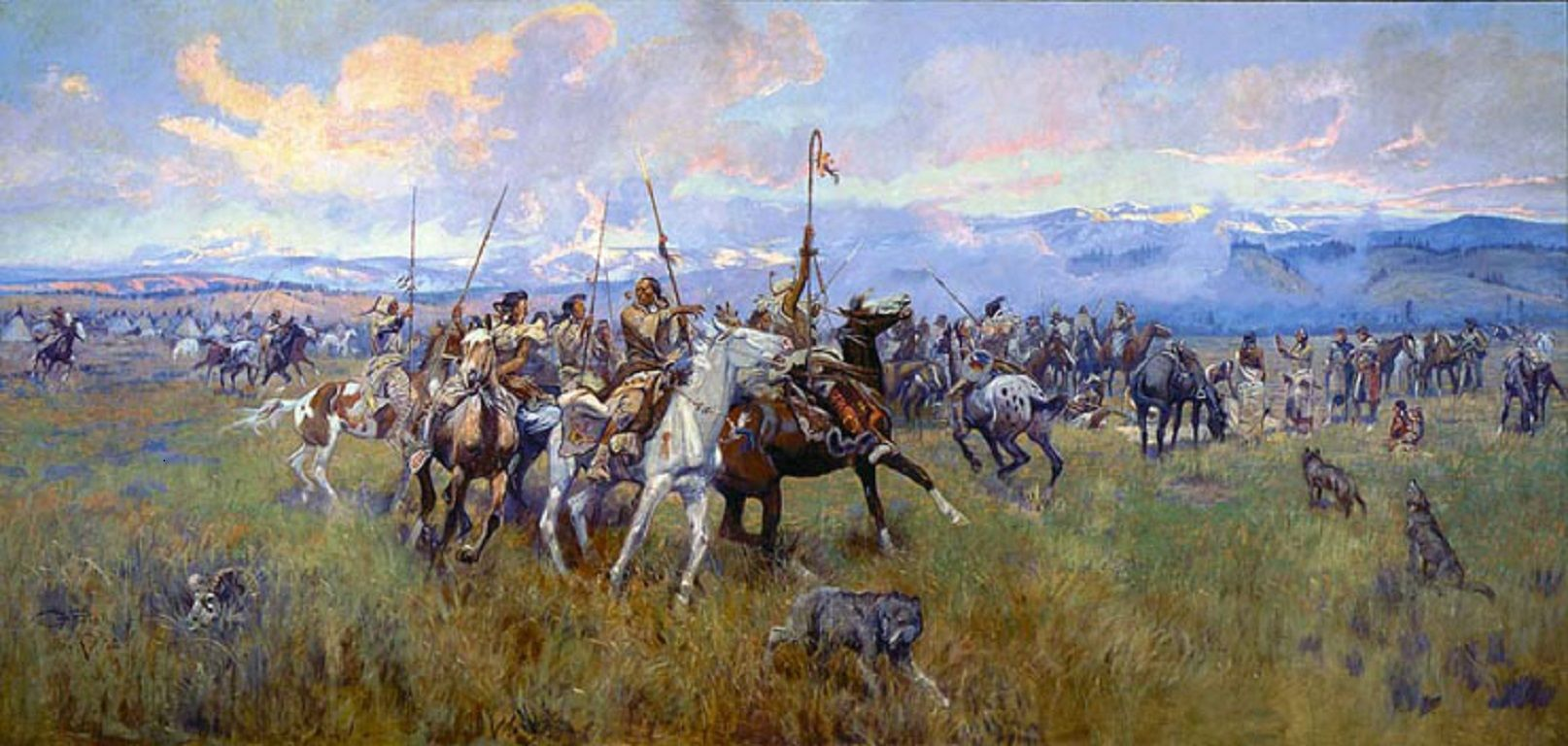
Встреча с салишами Льюиса и Кларка в 1805 г. Худ. Чарльз М. Рассел (1912)

До прихода европейцев племена салишей поддерживали связи с соседними народами, атапасками, сахаптинами, торговали или воевали. С англичанами контакты начались во 2-й половине XVIII века, главным образом торговые. Флатхэды были лояльны американским властям после образования независимых Соединённых штатов, но враждовали с черноногими. В конце XIX века постепенно все племена были переселены в резервации.
Современные салиши занимаются в резервациях рыболовством и рыбоводством, лесозаготовками, коневодством, сдают землю в аренду, обслуживают туристов, добывают уран, работают в сельском хозяйстве. В резервациях есть собственные рестораны, торговые точки, небольшие предприятия.